# Comuna Trebujeni, Orhei
Comuna Trebujeni este o comună din raionul Orhei, Republica Moldova. Este formată din satele Trebujeni (sat-reședință), Butuceni și Morovaia.

## Demografie
Conform datelor recensământului din 2014, comuna are o populație de 1.624 de locuitori. La recensământul din 2004 erau 1.912 locuitori.

## Administrație și politică
Componența Consiliului local Trebujeni (9 consilieri), ales la 5 noiembrie 2023, este următoarea:
|  | Partid                           | Consilieri | Componență | Componență | Componență | Componență | Componență | Componență | Componență |
|  | -------------------------------- | ---------- | ---------- | ---------- | ---------- | ---------- | ---------- | ---------- | ---------- |
|  | Partidul Acțiune și Solidaritate | 7          |            |            |            |            |            |            |            |
|  | Partidul „Renaștere”             | 2          |            |            |            |            |            |            |            |